# Sceau-Saint-Angel
Sceau-Saint-Angel – miejscowość i gmina we Francji, w regionie Nowa Akwitania, w departamencie Dordogne.
Według danych na rok 1990 gminę zamieszkiwały 122 osoby, a gęstość zaludnienia wynosiła 7 osób/km² (wśród 2290 gmin Akwitanii Sceau-Saint-Angel plasuje się na 1054. miejscu pod względem liczby ludności, natomiast pod względem powierzchni na miejscu 636.).